# Örtlav
Örtlav (Lobaria virens) är en lavart som först beskrevs av William Withering, och fick sitt nu gällande namn av J. R. Laundon. Örtlav ingår i släktet Lobaria och familjen Lobariaceae.  Arten är reproducerande i Sverige. Inga underarter finns listade i Catalogue of Life.